# 熊本県道229号畠口川尻停車場線
熊本県道229号畠口川尻停車場線（くまもとけんどう229ごう はたぐちかわしりていしゃじょうせん）は、熊本県熊本市南区を通る一般県道である。

## 概要

### 路線データ
- 起点：熊本県熊本市南区畠口町（熊本県道233号海路口小島線交点）
- 終点：熊本県熊本市南区川尻1丁目（鹿児島本線 川尻駅前）

## 路線状況

### 重複区間
- 熊本県道50号熊本嘉島線（熊本市南区八幡1丁目 - 熊本市南区川尻2丁目・川尻駅入口交差点）
- 熊本県道297号川尻宇土線（熊本市南区川尻2丁目）

## 地理

### 通過する自治体
- 熊本市（南区）

### 交差する道路
| 交差する道路                                                                                     | 交差する場所 | 交差する場所     |
| ------------------------------------------------------------------------------------------------ | ------------ | ---------------- |
| 熊本県道233号海路口小島線                                                                        | 畠口町       | 起点             |
| 国道501号                                                                                        | 並建町       |                  |
| 熊本県道227号並建熊本線                                                                          | 並建町       |                  |
| 熊本県道50号熊本嘉島線 重複区間起点                                                              | 八幡1丁目    |                  |
| 熊本県道297号川尻宇土線 重複区間起点                                                             | 川尻2丁目    |                  |
| 熊本県道50号熊本嘉島線 重複区間終点 熊本県道236号神水川尻線 熊本県道297号川尻宇土線 重複区間終点 | 川尻2丁目    | 川尻駅入口交差点 |

### 交差する鉄道
- 九州新幹線
- 鹿児島本線

### 沿線
- 有明海
- 南区役所飽田総合出張所
- JR九州鹿児島本線 川尻駅